# Кемп (Фолклендские острова)
Кемп (англ. Camp) — обобщённое название сельской местности и сельских населённых пунктов на Фолклендских островах, используемое как в разговорной речи, так и на формальном уровне. Так, например, в местных переписях населения жители делятся на три основных категории по месту проживания: Порт-Стэнли, военная база Маунт-Плезант и Кемп.

## Население
По данным переписи, прошедшей в 2016 году, в Кемпе постоянно проживает 381 человек. Население Кемпа распределено между несколькими десятками маленьких поселений хуторного типа, крупнейшие из них — Гуз-Грин и Порт-Ховард — имеют около 40 постоянных жителей.